# 月風魔傳
《月風魔傳》是科樂美於1987年在紅白機推出的動作角色扮演遊戲。開發由科樂美開發2課進行、程式由同社負責多數紅白機遊戲軟體的橋本和久、青山和浩等人負責、音樂由負責《惡魔城》（1986年）配樂的前澤秀憲負責。
發售當時的廣告行銷上，著重在使用新型態的現場可程式化邏輯閘陣列技術，可以呈現64×64 Bit的巨大角色、高精度的圖形等、技術面以及影像面的宣傳。另外、本作在包裝封面上還採用透鏡狀方式的印刷，可以透過不同角度改變封面的畫像。開發時的標題為「月風魔」。
本作雖未曾在海外發售過。但之後作為移植版，2006年作為Windows用遊戲軟體在i-revo發售外，作為Virtual Console對應的遊戲軟體，2009年在Wii、2013年在任天堂3DS、2015年在Wii U等不同版本發售。
科樂美在PS2時代時，雖然有取得「真 月風魔傳」的商標，卻沒有發售。雖然本作多年來都未推出續篇，但之後在許多科樂美作品中都有客串參加，直到於2022年才正式推出續篇《月風魔傳：不朽之月》。

## 故事
西元14672年，即魔曆元年，魔王龍骨鬼逃出地獄界，企圖征服月氏三兄弟統治的地上世界。三兄弟各使用一把祖傳的「波動劍」和魔王戰鬥，然而兩名哥哥都被擊敗，只有三弟風魔活了下來。風魔發誓要為兄長復仇，潛入狂鬼島奪回三把波動劍，並召喚出兄長的靈魂，將龍骨鬼擊敗。

## 遊戲内容
本作是要操控主角風魔、為了取回被奪走的波動劍，以及為了替被殺害的兄長復仇，因此決心要討伐魔王・龍骨鬼。

### 遊戲系統
「劍」以及「生命」
畫面上方會顯示「劍」以及「生命」2條量表，「劍」在未裝備攻撃物品時（岩之劍除外）會標示其攻擊力，打倒敵人越多就提升越多量表（等同角色扮演遊戲 的經驗值）。「生命」則是標示風魔的生命值，風魔的生命值為0就會失去一命。
復活咒文
Game Over時，遊戲畫面會出現16個文字排列成的「復活咒文（密碼）」，下次遊玩時只要輸入密碼，就會以持有全部物品並且以及一半「金額」的狀態，從開始地點再次出發。作為密技，也有以最強狀態直接來到迎戰龍骨鬼之前，直接出現結局，以及「劍」的量表比初期狀態更低的密碼。

### 畫面構成
野外地圖
為以鳥瞰方式展現的地圖畫面。野外地圖中並無隨機的戰鬥。途中有「鳥居」，也有一部分的區域。只要接觸「赤鬼」「骸骨」等符號時，就會切換成橫向捲動作畫面。其他還有能夠收集情報，進行回復的「小祠堂」，以及能夠購買道具的道具屋等據點。
動作舞台
為橫向卷軸畫面。有各種類型的動作。會因為關卡而有無法站立的地方，只要摔下去就死亡。其他還配置有各種障礙，一部分障礙能夠以攻撃物品的岩之劍進行坡壞。
3D地下迷宮
除了狂鬼島外，其他3座島上各自存在的地下迷宮。內部會有3D視点的迷宮，還會有在特定場所遭遇敵人進行戰鬥的場景。另外，與敵人一樣，在特定場所會配置先人的亡靈（武者，修行者等），遇到時會有給予提示等輔助，也會有像是福神撒錢做為獎賞關卡的迷宮。
進入到迷宮最深處，就會切換成橫向卷軸動作畫面的「三途川」，只要擊破等在最深處的魔神就能拿到波動劍。

### 物品

#### 攻撃物品
守護太鼓
會向前方發出力的文字攻擊敵人。但射程很短。
岩之劍
橫向動作舞台中能破壞一部分障礙物。
詛咒炸彈
會朝斜方向發射並沿著地形前進一定距離後，朝上，右，左三個方向爆炸。由於無法穿越牆壁，主要是能有效消滅比自己位置還低的敵人。
手裡劍
能同時向前方發射三個手裏劍。射程無限制。
魔性陀螺
跳躍時，會變化成一邊朝前方舉劍的迴轉跳躍。這個動作下會變成無敵狀態，還能使出撞擊攻擊，但會些微降低跳躍能力。除了波動劍外，能夠與其他攻撃物品一起使用，撞擊的攻撃力會以使用的物品為準。
詛咒之衣
會因為詛咒之力而讓身體光，雖然只有數秒但可以對魔王以外的第人進行衝撞就能打倒敵人的無敵狀態。消耗品。
波動劍
深藏在月氏家內的靈劍。會因為使用者的精神能量而得到増幅並能因此發射精神波，遊戲中融合三隻靈動劍能組成「大念動波劍」使用。大念動波有著無限制的射程並能往三個方向擴散，還可以破壞一部分的障礙物。

#### 防御物品
御守
一時提升防御力，減輕傷害。
靈藥
可以回復一定量的「生命」。消耗品。
會在3D地下迷宮特定地方掉落，在這邊撿到時會自動使用而無法帶著隨身。
咒文的紅珠
能夠一擊消滅3D地下迷宮的敵人。消耗品。會在3D地下迷宮中在特定地方掉落。
咒文的藍珠
能夠消滅橫向卷軸動作背景的畫面所有敵人。消耗品。
方向石
在3D地下迷宮能夠提醒風魔前進的方向。
蠟燭
3D地下迷宮中，能夠照亮洞窟内的道具。
守護珠
會在周圍出現三顆火球並且旋轉，能夠扛下敵人的攻擊。受到一定量的傷害後就會消滅。消耗品。

#### 其他
芻靈
存在於橫向卷軸動作背景的特定場所中，取得的話可以增加一命。
包巾
橫向卷軸動作背景中打倒敵人後，會出現的包巾。取得時可以增加「金錢」，金額隨不同敵人而有差異。
3D地下迷宮中，只要打倒敵就會自動增加「金錢」，包巾也會出現在與戰鬥無關的特定場所。
靈魂
橫向卷軸動作背景中，打倒敵人會出現的靈魂。取得時可以回復「生命值」，回復量隨不同敵人而有差異。

## 主要角色
月風魔（げつ ふうま）
主角。龍骨鬼出現前統治地上的月氏三兄弟小弟。身高180cm，體重75Kg，19歳，琉球出身，擁有100公尺可以6秒跑完的俊足（時速換算為60km/h）以及一次能夠扛起三個米袋(約180kg)的怪力。
龍骨鬼（りゅうこつき）
從地獄界覺醒並出現在地面的魔王。本作最終ボス。作為三魔神的老大筆頭並有許多魔物追隨他，以狂鬼島（きょうきとう）作為其居城。殺害風魔的兩個哥哥，並奪去其一族的祕寶‧波動劍。對決時會有三形態的變化，最初是宛如披著長袍的法師，接著會變成拿著盾牌並穿著盔甲的造型，最後會變成由骷髏頭構成的巨大骷髏龍。
獨眼獨頭（どくがんどくず）
帶著護額上有一個「死」的文字的頭盔的獨眼人頭的魔神。能從嘴中發射火球還能使出強力撞擊。支配鬼顏島（きがんとう），並守著其中一隻波動劍。
凶骨牛骸（きょうこつぎゅうがい）
全身穿著盔甲的巨大骷髏武士模樣的魔神。雖然沒有手腕，但取而代之是可以自在地操控4把巨大的劍。支配獄門島（ごくもんとう），並守著其中一隻波動劍。
龍頭鬼尾（りゅうとうきび）
有著一對細長的手腕以及尾巴，並有著惡鬼的臉並像是大蛇模樣的魔神。平常時擅長變身3位忍者的合作攻擊，但合體時會露出真面目並且有著敏捷的動作，還會使出衝撞以及火焰攻擊。支配三首島（みつくびとう），並守著其中一隻波動劍。
邪鬼（じゃき）
骨男（ほねおとこ）飼養的巨大妖怪。擔任玩家為了可以得到骨男所持的島內通行手形「鬼面符」（きめんふ）的挑戰對手。歩行速度雖然慢，但卻擁有跳躍移動以及強大的攻擊力彌補其缺點。

## 音樂
BGM由コナミ矩形波倶楽部的マイケル前澤（前澤秀憲）負責。本作還發行過2次原聲帶，最初是收錄在1989年國王唱片發行的《コナミファミコンミュージック メモリアルベスト Vol.1》唱片。但是該片只收錄地圖BGM，動作BGM，片尾曲等3曲，2015年在プロジェクトEGG發行的《コナミファミコンクロニクル Vol.3 ROMカセット編》的唱片中，才終於收錄全曲。
風魔在《科拿米世界》（1988年），《科拿米世界2 SOS!! 香芹城》（1991年）都有客串演出，所以其作品BGM多少也被安排在裡面使用。

## 工作人員
- 製作：超人橋本（橋本和久）、品門和浩（青山和浩）、蘭暮和之（山下和之）、風仁美、犀つかさ（徳田典）、斗武小川（小川光章）
- 美術：楊伶花、月仲本、娘ありす、日下進
- 音響：魔遺慶流（前澤秀憲）
- 監修：こなみ万太郎
- 封面插圖：米田朗